# オベリスク

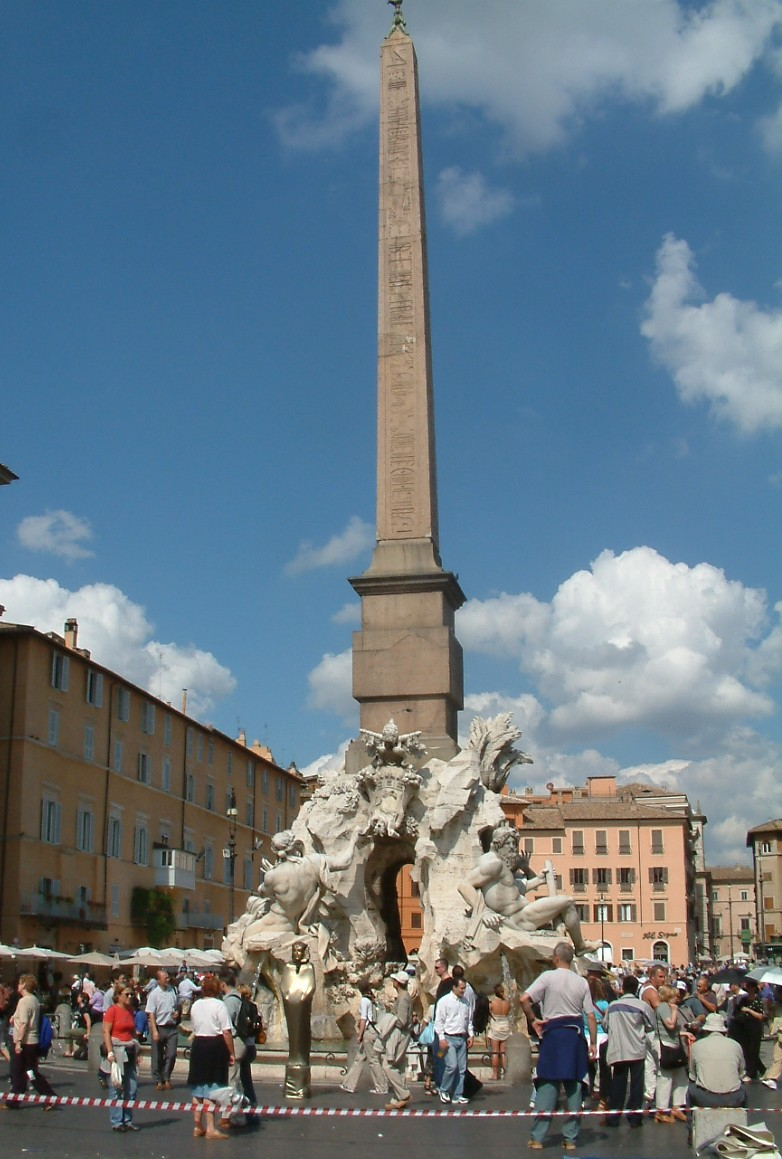
ナヴォーナ広場のオベリスク（Obelisco Agonalis、イタリア）

オベリスク（仏: obélisque、英: obelisk）は、一つの石から掘り出した四角柱で、その先端は四角錘につくられる。
古代エジプト（特に新王国時代）時代から古代ローマ時代にかけて、広場、競技場、神殿などに立てられた記念碑（モニュメント）の一種。近代および現代においては、エジプトによらず欧米の主要都市の中央広場などにも建設され、その地域を象徴する記念碑である。その意味でメンヒルに類似する。
ルクソール神殿（エジプト）の前にあったオベリスクのうちの1本が、ナポレオン3世の時代（フランスの植民地時代）にパリのコンコルド広場に移設されたことは有名。
ルネッサンス期以降、オベリスクは都市の象徴的な塔と考えられた。
オベリスクの名称は後世のギリシャ人がobeliskos（串）と呼んだのが起源で、当時のエジプトでは「テケン（保護・防御）」と呼ばれていた。日本語では方尖柱（ほうせんちゅう）と呼ばれることもある。

## 形状
ほとんどは四角形の断面をもち、上方に向かって徐々に狭まった、高く長い直立の石柱である。大きいものではその重量が数百トンにも及ぶ。
先端部はピラミッド状の四角錐（ピラミディオン）になっており、創建当時はここが金や銅の薄板で装飾され、太陽神のシンボルとして光を反射して輝くようにされていたとされる。また、その影を利用して日時計としての役割も果たした。

## 歴史
古代オベリスクの起源は、太陽信仰のヘリオポリスのベンベンを模式化したものと考えられている。側面には王の名や神への讃辞がヒエログリフで刻まれ、太陽神とともに王の威を示す象徴とされた。
のちの時代にローマ帝国がエジプトに侵攻すると、オベリスクは戦利品として頻繁に略奪された。4世紀に首都となったコンスタンティノポリスの競馬場にも略奪したオベリスクが運ばれ、現在のイスタンブールにも残っている。以降の時代も欧州諸国からの略奪は続き、それらの国の公園や広場の装飾品に用いられた。フランスのコンコルド広場や、バチカンのサン・ピエトロ広場にあるオベリスクはよく知られている。そのため、現代エジプト国内に残されたオベリスクはカルナック神殿やルクソール神殿などにわずかに残るのみとなった。
エジプトのオベリスクはその多くが花崗岩で制作されていたが、20世紀以降に南米で制作されたオベリスクの中には鉄筋コンクリート製のものもある。

## 現存する30本の古代オベリスク
現在、世界に現存する古代オベリスクは30本であり、内13本がローマに、7本がエジプトにある。近代や現代に建設されたオベリスクは、世界各地に無数に存在する。

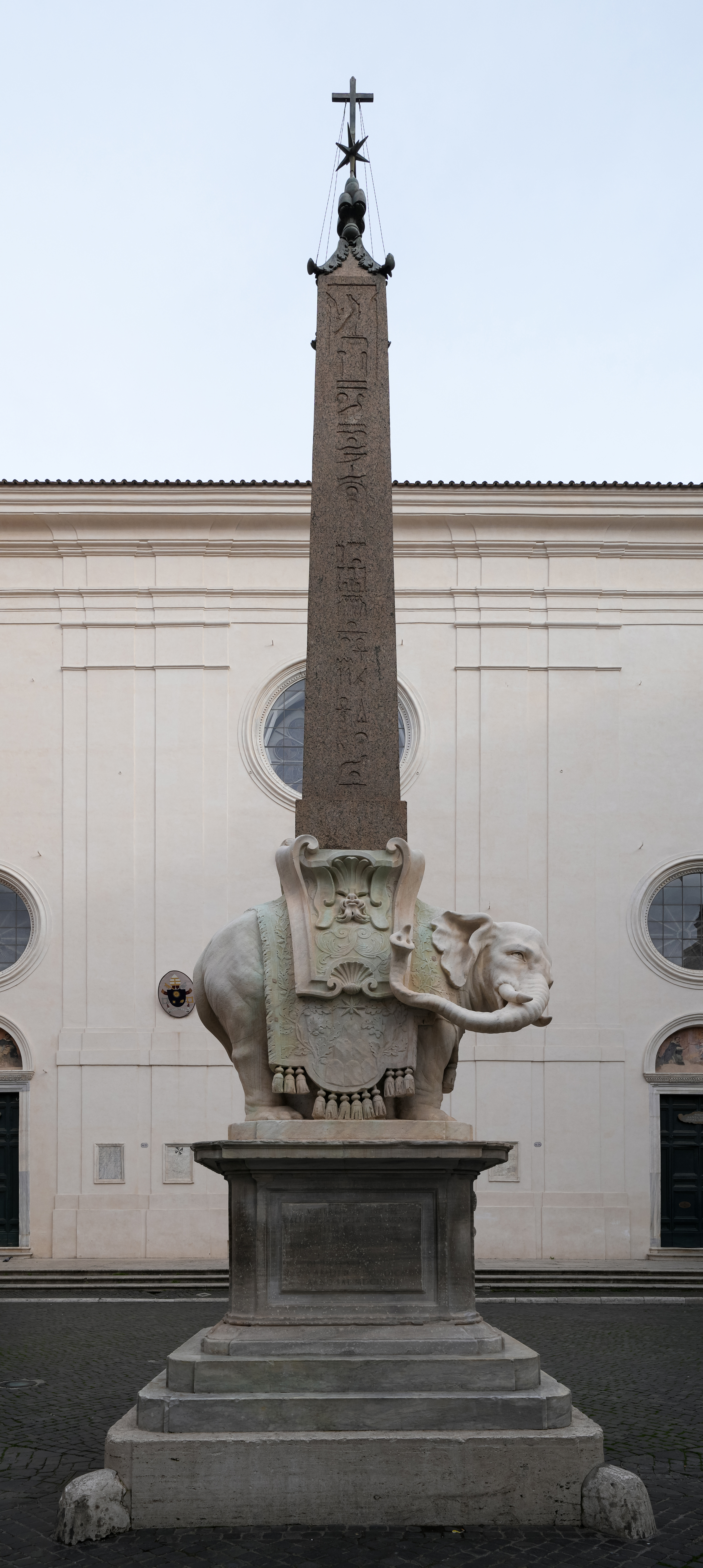
象が台座のObelisco della Minerva
ジャン・ロレンツォ・ベルニーニ作

### イタリア
ローマ

- Obelisco Agonale - ナヴォーナ広場
- Obelisco di Dogali - ディオクレティアヌス浴場
- Obelisco Esquilino - サンタ・マリア・マッジョーレ大聖堂
- Obelisco Flaminio - ポポロ広場。高さ23.20m
- Obelisco Lateranense - サン・ジョバンニ・イン・ラテラノ大聖堂（サン・ジョバンニ広場）。高さ32.18m
- Obelisco della Minerva - サンタ・マリア・ソプラ・ミネルヴァ教会
- Obelisco di Montecitorio - Piazza Montecitorio
- Obelisco del Pantheon - パンテオン
- Obelisco del Pincio - ピンチョの丘
- Obelisco del Quirinale - クイリナーレのpiazza del Quirinale
- Obelisco Sallustiano - スペイン広場
- Obelisco Vaticano - サン・ピエトロ広場。高さ25.37m
- Obelisco di Villa Celimontana（Obelisco Matteiano） - Villa Celimontana

フィレンツェ
- Obelisco di Boboli - ピッティ宮殿

カターニア（シチリア島）
- Fontana dell'Elefante - Piazza del Duomo (Catania)

ウルビーノ
- Obelisco di Urbino - Chiesa di San Domenico (Urbino)

### エジプト
ヘリオポリス
- ヘリオポリス・オベリスク - カイロ郊外のヘリオポリス。高さ20.41m
- カイロ空港・オベリスク

カイロ
- ゲジーラ島・オベリスク - カイロタワーの近く

カルナック
- セティ2世・オベリスク - アメン大神殿
- トトメス1世・オベリスク - アメン大神殿。高さ19.50m
- ハトシェプスト女王・オベリスク - アメン大神殿。高さ29.56m

ルクソール
- ラムセス2世・オベリスク - ルクソール神殿。高さ25.00m

### フランス
パリ

- Luxor Obelisk - コンコルド広場。高さ22.55m

アルル
- Obélisque d'Arles - レプブリック広場

### イギリス
ロンドン
- クレオパトラの針 - ヴィクトリア・エンバンクメント公園。高さ20.88m

ウィンボーン
- フィラエ・オベリスク - Wimborne Minsterのキングストンレーシー・ハウス&パーク

### アメリカ
ニューヨーク
- クレオパトラの針 - セントラル・パーク。高さ21.21m

### トルコ
イスタンブール
- Obelisco di Teodosio - ヒッポドローム跡地。高さ28.95m（建立時の推定）

### イスラエル
カイザリア
- Caesarea obelisk - ヒッポドローム

## その他の小型オベリスク（屋内）

### エジプト（屋内）
ルクソール
- ラムセス3世・オベリスク - ルクソール博物館内

### イギリス（屋内）
- アメンホテプ22世・オベリスク - ダーラム大学内

## オベリスク様建造物

### アメリカ（オベリスク様）
- ワシントン記念塔
- バンカーヒル記念塔

### アルゼンチン
- ブエノスアイレスのオベリスク (Obelisk of Buenos Aires)

### ベネズエラ
- フランシア広場（旧・アルタミラ広場〈カラカス〉、Altamira (Caracas)）

### ブラジル
- サンパウロのオベリスク (Obelisk of São Paulo)

### 日本
- 謝恩碑：山梨県甲府市
- 日西墨三国交通発祥記念之碑（通称「メキシコ記念塔」）：千葉県夷隅郡御宿町

## その他

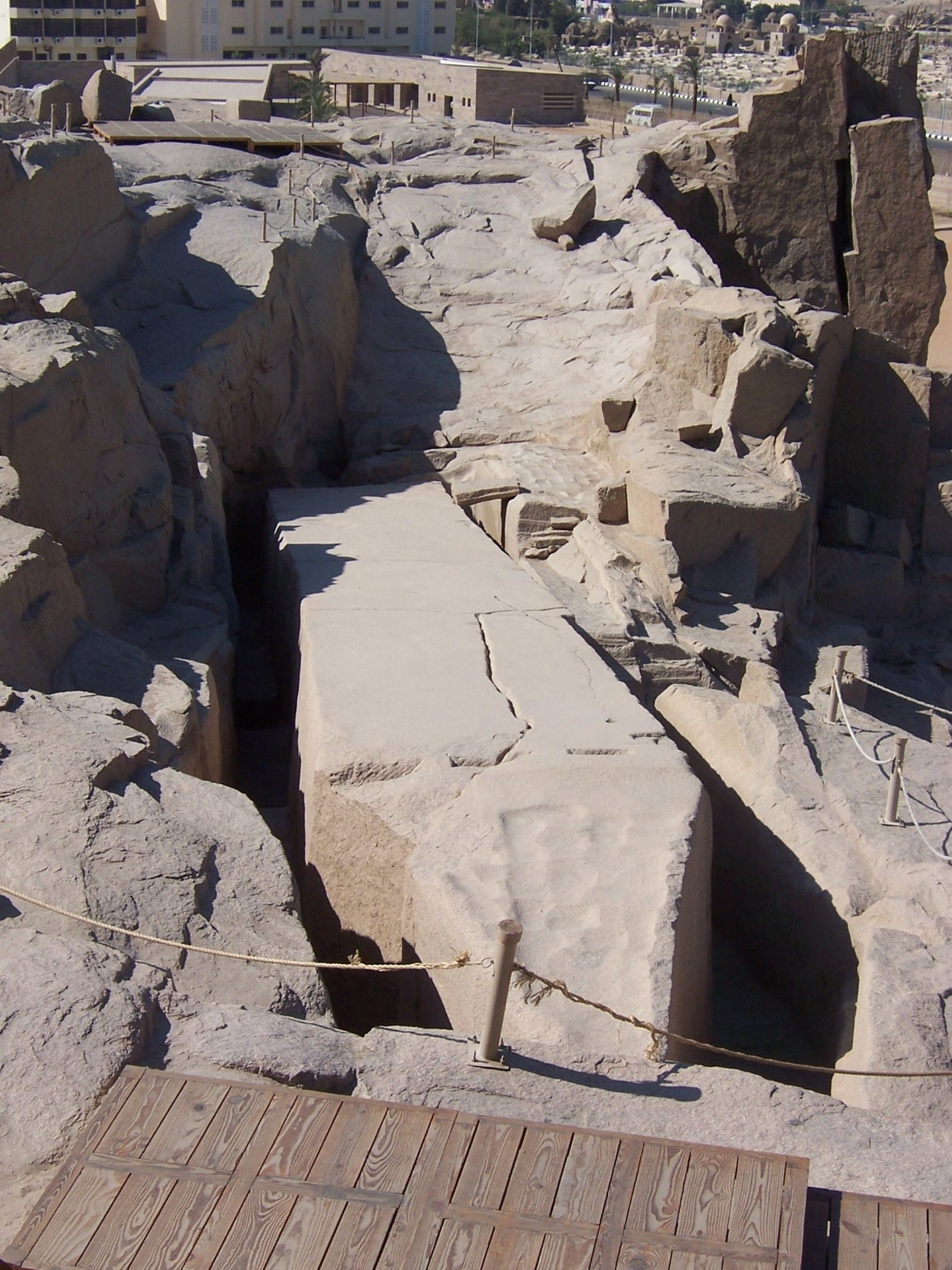
未完成のオベリスク（エジプト）

### エジプト（その他）
- 未完成のオベリスク（切りかけのオベリスク） - 花崗岩の産地エジプトアスワンの石切り場にある。18-19王朝のもので、製作中にひびが入ってしまったために未完成のまま放置されている。重さ約1,170トン、高さは約40メートル。完成していれば世界最大のオベリスクとなった。

### エチオピア

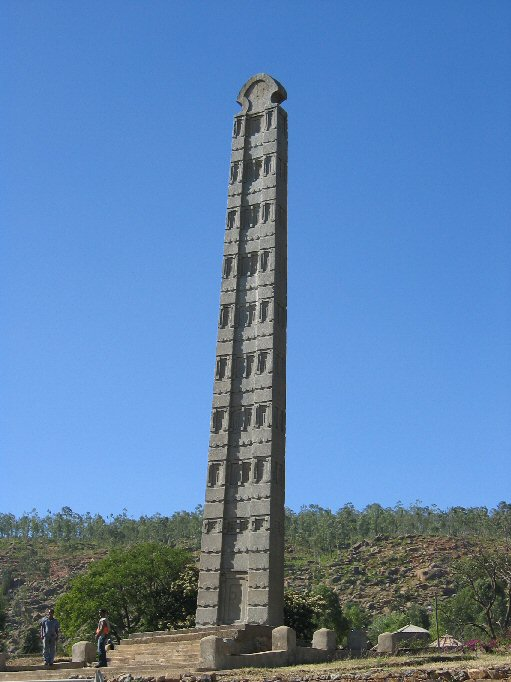
ステッレ（エチオピア）

- ステッレ - エチオピアのアクスムにあるオベリスクの一種。

### ロシア
- ru:Граница между Европой и Азией#Обелиски - ウラル山脈の山中に、アジアとヨーロッパの境界を示すオベリスクが、鉄道や道路のそばなどに数本ある。

## ギャラリー

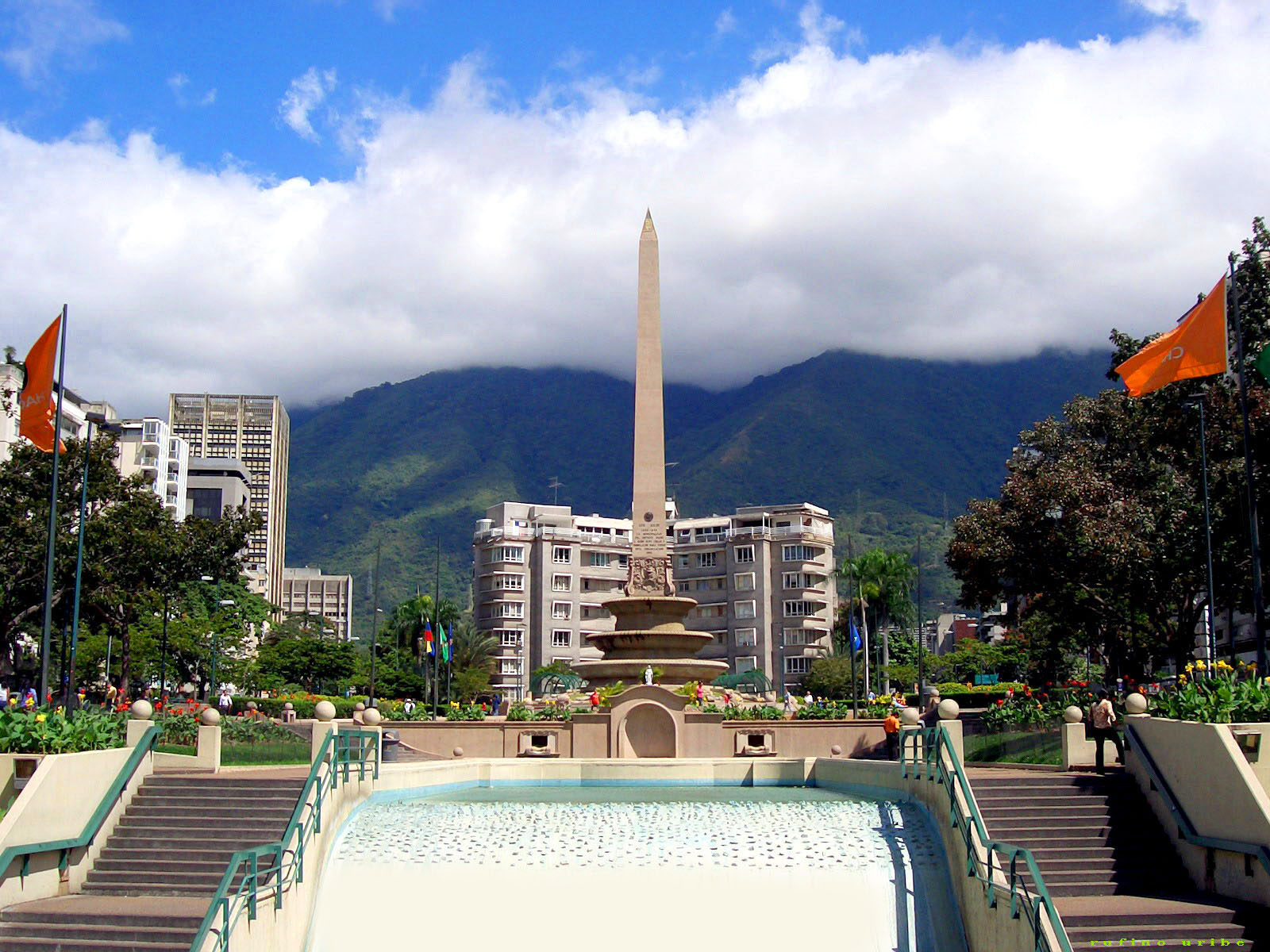
フランシア広場のオベリスク（ベネズエラ、カラカス）
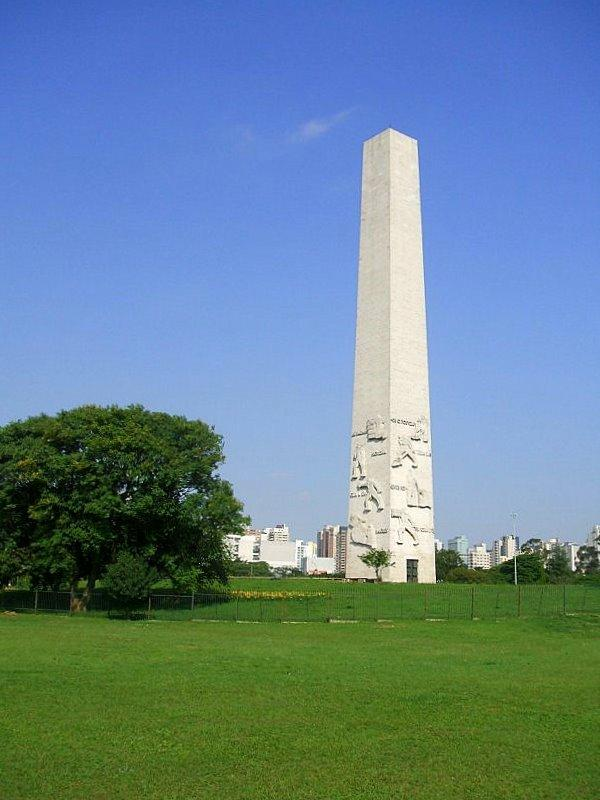
サンパウロのオベリスク（ブラジル）
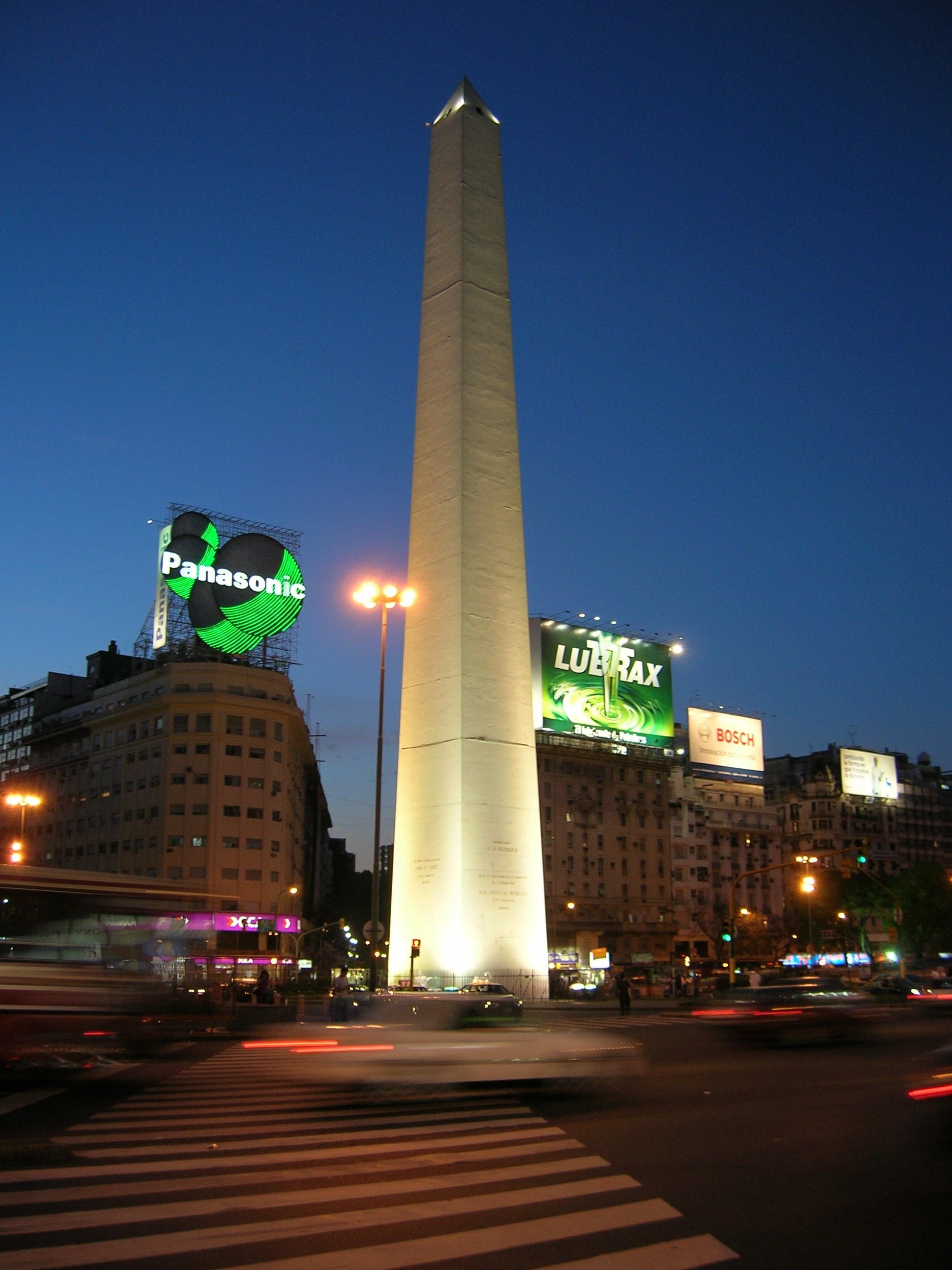
ブエノスアイレスのオベリスク（アルゼンチン）
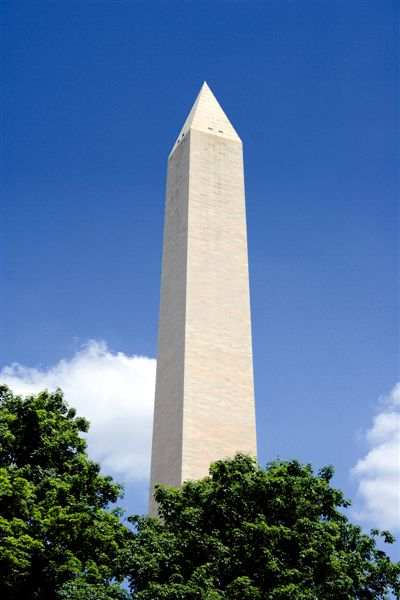
ワシントン記念塔（アメリカ、ワシントンD.C.）
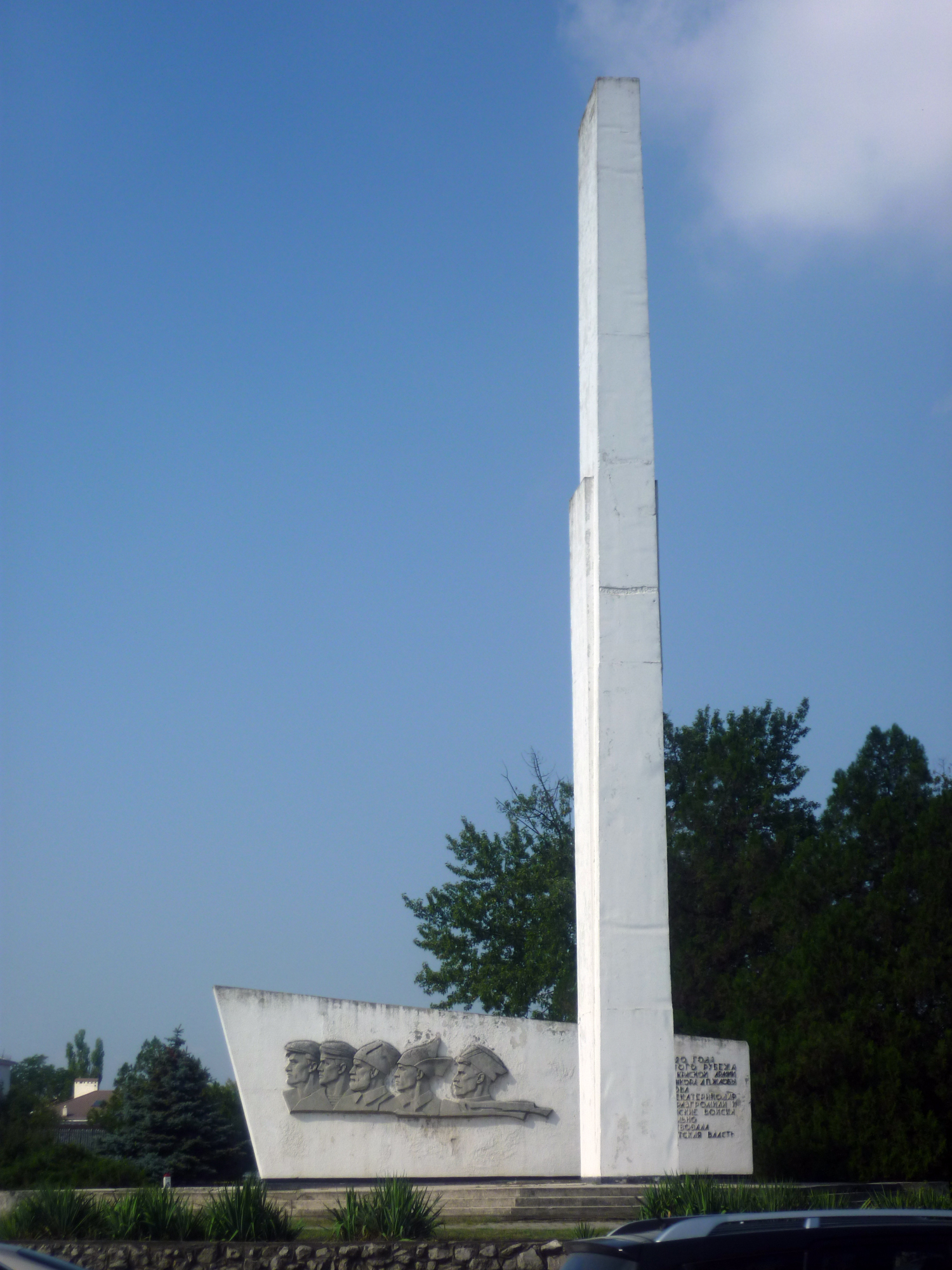
赤軍兵士のオベリスク （ロシア、クラスノダール）